# Coco Austin
Nicole Natalie Austin Marrow  (née le 17 mars 1979 à Tarzana en Californie), plus connue sous le nom de Coco, Cola Marie, Cola-T ou  Cola, est une danseuse, actrice et mannequin de charme américaine. Elle est l'épouse de l'acteur et rappeur Ice-T depuis 2001. Depuis 2011, elle possède sa propre émission de télé-réalité, diffusé sur la chaîne Entertainment Television, mettant en scène sa vie de couple aux côtés de son époux Ice-T.

## Biographie
Nicole est née à Tarzana et a grandi à Palos Verdes, en Californie. Ses parents étaient acteurs, ils se sont rencontrés sur le tournage de Bonanza. Elle a aussi une sœur nommée Kristy Williams et un frère. Quand elle était enfant, son frère prononçait le nom de sa sœur de travers, disant « Cole Cola » à la place de « Nicole. » Finalement, sa famille et ses amis ont commencé à l'appeler Cola. Sa famille est partie à Albuquerque, Nouveau-Mexique quand elle avait 10 ans. Elle grandit comme un garçon manqué, faisant du quad et jouant au football.
Coco commença la danse (jazz, claquettes et ballet) et la musique à l'âge de six ans et fut présentée tôt sur une scène par sa mère. Elle a été impliquée dans beaucoup de productions à l’Alt Theater à Albuquerque. Elle est alors devenue mannequin et commença des compétitions. À l'âge de 14 ans, elle gagna le « Beverly Hills Studio modeling contest », son premier concours de recherche de mannequin. Le premier prix était une bourse de 20 000 dollars pour entrer dans une école, où elle côtoya Jessica Alba et Hilary Swank.
Sa grand-mère est originaire de Serbie. Elle annonce dans la presse croate Glorije (« Gloria ») qu'elle est d'origine serbe.

## Carrière
À 18 ans, Coco commence à poser en maillot de bain et en lingerie. Elle pose pour des calendriers, des catalogues et des vidéos. À l'âge de 18 ans, en 1998, elle gagne le concours de Miss Ujena au Mexique. En 2001, Coco travaille pour Playboy pendant six mois. Elle apparait dans plusieurs films déconseillés aux moins de 16 ans : Southwest Babes (2001), Desert Rose (2002) et The Dirty Monks (2004).
Coco est apparue dans des émissions de télévisions, comme celle présentée par Jamie Kennedy et aussi dans l'émission Hip-Hop Wives sur la chaîne E!, dans Comedy Central Roast (en) de Flavor Flav, dans The Late Late Show with Craig Ferguson et dans New York, unité spéciale (Law & Order: Special Victims Unit).
Elle pose dans l'édition de mars 2008 du magazine Playboy et joue un rôle dans le film Thira (2008). Coco est apparue dans le jeu télévisé de la NBC, Celebrity Family Feud le 24 juin 2008 (pour une association). Elle et son mari, Ice-T, ont affronté Joan et Melissa Rivers.
Coco sème la polémique et fait souvent parler d'elle dans la presse people par ses multiples sextapes diffusées sur le net.
Sa carrière musicale débute en 2001. Son style musical est un mélange de RnB et de Rap.

## Vie privée
Le 31 décembre 2001, elle se marie avec le rappeur/acteur Ice-T.
Le 28 novembre 2015, elle donne naissance à leur fille Chanel Nicole, dans le New Jersey.